# Edgar Dueñas
Edgar Dueñas (* 5. März 1983 in Guadalajara, Jalisco) ist ein mexikanischer Fußballspieler auf der Position eines Verteidigers.

## Leben

### Verein
In der Saison 2002/03 spielte Dueñas bei Deportivo Cihuatlán, die in jener Saison ihre einzige Spielzeit in der zweitklassigen Primera División 'A' absolvierten, bevor der Verein seine Zweitligalizenz veräußerte. Anschließend erhielt Dueñas einen Vertrag beim Erstligisten Deportivo Toluca, bei dem er sich in den kommenden Jahren zum unverzichtbaren Stammspieler entwickelte. In seinen insgesamt elf Jahren bei Toluca gewann er mit den Diablos Rojos dreimal den mexikanischen Meistertitel.

### Nationalmannschaft
Sein Debüt für die mexikanische Nationalmannschaft hatte Dueñas in einem am 25. Januar 2006 ausgetragenen Freundschaftsspiel gegen Norwegen (2:1), in dem er über die volle Distanz von 90 Minuten zum Einsatz gekommen war. Sein nächster Einsatz für „El Tri“ ließ bis zum 12. November 2008 auf sich warten, als er in einem Freundschaftsspiel gegen Ecuador (2:1) ebenfalls die volle Distanz von 90 Minuten absolvierte. Sein (bisher) letztes Länderspiel bestritt er in einem am 25. Januar 2012 ausgetragenen Testspiel gegen Venezuela (3:1) ebenfalls über die volle Distanz.
Während des CONCACAF Gold Cup 2011 wurde Dueñas zusammen mit vier anderen mexikanischen Nationalspielern positiv auf die Einnahme von Clenbuterol getestet und unverzüglich aus dem Kader gestrichen. Später wurden alle Spieler rehabilitiert, nachdem die FIFA festgestellt hatte, dass die Beschuldigten die verbotene Substanz nur versehentlich und unwissentlich durch den Verzehr kontaminierten Fleisches während eines turniervorbereitenden Trainingslagers eingenommen hatten.

## Erfolge
- Mexikanischer Meister: Apertura 2005, Apertura 2008, Bicentenario 2010